# 克拉韦松
克拉韦松（法語：Claveyson，法語發音：[klavɛzɔ̃]）是法国德龙省的一个市镇，属于瓦朗斯区。

## 地理
克拉韦松（45°10'50"N, 4°55'48"E）面积16.13 平方千米，位于法国奥弗涅-罗讷-阿尔卑斯大区德龙省，该省份为法国东南部内陆省份，北起顺时针与伊泽尔省、上阿尔卑斯省、上普罗旺斯阿尔卑斯省、沃克吕兹省和阿尔代什省接壤。
与克拉韦松接壤的市镇（或旧市镇、城区）包括：布朗、拉蒂耶尔、圣阿维、圣巴泰勒米-德瓦尔斯、圣让德加洛尔。

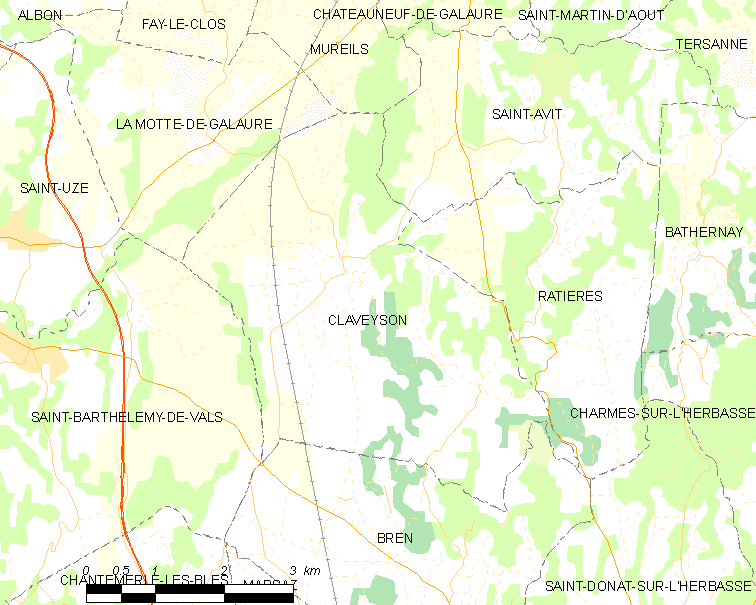
克拉韦松的OSM定位图

克拉韦松的时区为UTC+01:00、UTC+02:00（夏令时）。

## 行政
克拉韦松的邮政编码为26240，INSEE市镇编码为26094。

## 政治
克拉韦松所属的省级选区为圣瓦利耶县。

## 人口

1962-2008年间克拉韦松人口变化图示

克拉韦松于2022年1月1日时的人口数量为926人。